# Eucephalobus striatus
Eucephalobus striatus är en rundmaskart som först beskrevs av Bastian 1865.  Eucephalobus striatus ingår i släktet Eucephalobus och familjen Cephalobidae. Arten är reproducerande i Sverige. Inga underarter finns listade i Catalogue of Life.